# Barmhärtighet
|  | Wiktionary har en ordboksartikel om barmhärtighet. |

Barmhärtighet är ett uttryck för kärlek till nästan (agape) och är för kristna, judar, muslimer och buddhister en väsentlig dygd. 

## Inom kristendom
Barmhärtighet är ett av de viktigaste kraven i Bergspredikan. Jesus åskådliggör denna kristna plikt även i liknelsen om den barmhärtige samariern.
Under medeltiden talade man om sju barmhärtighetsverk, baserade på Jesu förkunnelse; att mätta de hungrande, ge dryck åt de törstande, klä de nakna, ge härbärge åt husvilla, besöka de sjuka, besöka de fångna samt begrava de döda. 
På grekiska, Nya Testamentets grundspråk, är ordet för barmhärtighet eleos. Eleos är den vanliga översättningen i den grekiska versionen av Nya Testamentet för det hebreiska ordet hesed, som ofta översätts helt enkelt med ”kärlek”. Från Guds sida står det för en orubblig kärlek, en som kan hålla en relation levande i evighet, oavsett vad som händer. Men eftersom Guds förbund med sitt folk från början är en historia med brutna löften och nya begynnelser (Andra Mosebok 32–34), är det tydligt att en sådan villkorslös kärlek inbegriper förlåtelse; den måste med nödvändighet vara barmhärtig. 